# Последният печели
„Последният печели“ е българско забавно-познавателно семейно куиз шоу. Предаването стартира на 7 септември 2020 г. и се излъчва от понеделник до петък от 19:00 по БНТ 1.

## Сезони
| Сезон | Година    | ТВ канал | Водещ             | Епизоди | Премиера     | Финал  |
| ----- | --------- | -------- | ----------------- | ------- | ------------ | ------ |
| 1     | 2020–2021 | БНТ 1    | Орлин Горанов     | 194     | 7 септември  | 25 юни |
| 2     | 2021–2022 | БНТ 1    | Орлин Горанов     | 194     | 8 септември  | 6 юли  |
| 3     | 2022–2023 | БНТ 1    | Орлин Горанов     | 193     | 12 септември | 30 юни |
| 4     | 2023–2024 | БНТ 1    | Орлин Горанов     | 204     | 11 септември | 12 юли |
| 5     | 2024–2025 | БНТ 1    | Камен Воденичаров | 209     | 9 септември  | 4 юли  |
| 6     | 2025—2026 | БНТ 1    | Камен Воденичаров |         | Септември    | Юли    |

## За играта
Участват четирима играчи. Играта се състои от три кръга. Първите два се състоят от по четири различни сфери на познанието, в които въпросите са с различна точкова стойност. След всеки кръг отпада по един участник – този, който е с най-малък брой точки след завършване на кръга. Третият се състои от шест сфери, като участниците отговарят на възможно най-много въпроси за една минута. Победител в епизода е участникът с най-много точки след края на трети кръг. Той печели правото да играе в следващия епизод.
От пети сезон регламентът е променен. Участват трима играчи, сферите са три в първи кръг и четири във втори. След първия рунд никой не отпада. Въпросите също са с променена точкова стойност. В третия рунд сферите са отново шест, но играчите отговарят на едни и същи въпроси на само три от тях. На края на играта се провежда специален рунд, в който има четири категории, всяка с един въпрос, като победителят може да спечели специална награда, ако отговори на избрания въпрос за шест секунди.
Рекордът по количество победи в играта се държи от Борис Русев, който записва 34 победи.
Той е следван от Димитринка Илиева, която постига 25 победи, Гавраил Гавраилов, който записва 24 победи, Пламен Младенов, който записва 20 победи, а Мартин Иванов и Атанас Атанасов записват по 18 победи.

## Специални издания
На 24 декември 2021 г. е излъчено специално издание на шоуто. В него участват Тити Папазов, Мария Илиева, Люба Пашова и Георги Любенов. Правилата на този специален епизод са променени. В първи кръг сферите на познание са посветени на участниците и съответният участник няма правото да отговори на въпрос свързан с него. Във втори кръг преминават и четиримата участници, но само двамата с най-висок резултат след завършването му се изправят един срещу друг в трети кръг.
На 24 май 2022 г. предаването излъчва специално празнично издание. В него участват ученици и студенти. Това са Явор Генов, студент от Великотърновския университет, Велислава Великова, също студент от Великотърновския университет, Ради Асенов – ученик във Видинското Средно училище „Цар Симеон Велики“, национален шампион по История за 10 клас и областен шампион за 6 и 11 клас, Влади Дюлгеров – ученик на Националната гимназия за древни езици и култури.
През февруари 2023 г. започват да се излъчват специалните издания на предаването – „Лига на шампионите“. В рамките на 1 месец се изправят едни срещу други бивши финалисти на шоуто, записали повече от една победа.
На 24 май 2023 г. предаването излъчва специално празнично издание. В него участват изявени участници от неделното шоу „Това го знам“.
На 1 ноември 2023 г. се излъчва специално празнично издание на предаването, по случай Деня на народните будители. Участници, които са успели да запишат повече победи, се изправят срещу 34-кратния рекордьор Борис. Той отпада в трети кръг и така спира участието си в предаването. След този епизод до края на годината продължава излъчването на специалните издания, в които се дава втори шанс на участници, които не са успели да запишат победа в играта.
От 1 юли 2024 г. в предаването участват участници само с по една записана победа. Тези епизоди се излъчват до края на сезона, като продължават и в следващия.